# All I Want for Christmas Is You (film)
All I Want For Christmas Is You (noto anche come All I Want For Christmas Is You di Mariah Carey) è un film natalizio animato del 2017, diretto da Guy Vasilovich.
Il film è basato sulla canzone di Mariah Carey e sul libro della stessa Carey e Colleen Madden ed interpretato da alcune voci note, come quelle della stessa Mariah Carey, Breanna Yde e Henry Winkler.

## Trama
Basato sulla sua iconica canzone di Natale, questo film presenta la musica e la narrazione di Mariah Carey in una storia d'amore sul desiderio di Natale della piccola Mariah di un cucciolo di cane per natale, chiedendo ai suoi genitori di comprarglielo.
Per far sì che le venga comprato, i suoi genitori però testano la sua responsabilità facendole occuparsi del cane dello zio Jack. Il cane porterà non pochi problemi alla piccola Mariah, che dovrà provare a cercare di tenere a bada un cane per niente tranquillo ed educato.

## Colonna sonora
All I Want For Christmas Is You (Original Motion Picture Soundtrack) di Mariah Carey è stata pubblicata come colonna sonora in contemporanea all'uscita del film. Presenta cover e classici natalizi di Carey e due membri del cast vocale, oltre a una nuovissima canzone di Carey chiamata "Lil Snowman". In Giappone è stato distribuito il 22 novembre 2017.

### Lista dei brani
Crediti adattati da Spotify.
- All I Want for Christmas is You, cantata da Breanna Yde (autori Carey, Afanasieff - 4:03)
- Lil Snowman, cantata da Mariah Carey (autori Carey, Mason Jr., Marks, Brodie - 3:19)
- Christmas Time is in the Air Again, cantata da Mariah Carey (autori Carey, Shaiman - 3:02)
- Wild & Crazy Christmas, cantata da Isaac Ryan Brown (autori Gerrard, Amato - 3:09
- Miss you Most (at Christmas Time), cantata da Mariah Carey (autori Carey, Afanasieff - 4:02)
- All I Want for Christmas is You, cantata da Mariah Carey (autori Carey, Afanasieff - 4:03)
- Mariah's Christmas Theme, cantata e prodotta da Richard Evans, Matthew Gerrard e Marco Luciani - 4:08
- Jack's Suite, cantata e prodotta da Richard Evans, Matthew Gerrard e Marco Luciani - 3:14
- Mariah and Jack Medley, cantata e prodotta da Richard Evans, Matthew Gerrard e Marco Luciani - 3:25

## Distribuzione
Il film è stato distribuito a partire 14 novembre 2017 negli Stati Uniti.

## Accoglienza
Il film ha ottenuto il 52% di recensioni positive su più di 50 recensioni su Rotten Tomatoes.